# ありったけの愛
「ありったけの愛」（ありったけのあい）は、日本のバンド、THEATRE BROOKの楽曲で、9枚目のシングル。2000年2月2日にエピックレコードジャパンから発売。ミニアルバム『CALM DOWN』からのリカット。

## 批評
CDジャーナルは「“その上の太陽は ありったけの愛だけで出来ていると思いませんか?”という箇所は個人的にはベストフレーズ。」と評した。

## 収録曲
- 全曲、作詞・作曲：佐藤タイジ　編曲：THEATRE BROOK

1. ありったけの愛
  - NHK-BS2（現：BSプレミアム）『真夜中の王国』エンディングテーマ
  - 2013年にはこの曲を新山詩織との共演にてセルフカバー。新山詩織のシングル「Don't Cry」のカップリング曲に収録[2][3]。
2. もう我慢できないッス

## 収録作品・カバー
| 発売日         | タイトル                                                               | 規格品番            |
| -------------- | ---------------------------------------------------------------------- | ------------------- |
| 1995年06月21日 | ミニアルバム『CALM DOWN』                                              | ESCB-1598           |
| 1996年6月24日  | オリジナルアルバム『TALISMAN』(Live Version)                           | ESCB-1746           |
| 2000年2月23日  | ベストアルバム『SPECIAL』                                              | ESCB-2095           |
| 2002年03月20日 | miho『MOSAIC』                                                         | PCCA-01659          |
| 2003年05月21日 | 『SURF TIME Japan』                                                    | MHCL-248            |
| 2003年10月22日 | 『ROCK AND ROLL JAPAN』                                                | ESCL-2458           |
| 2003年11月19日 | ライブアルバム『03.04.28LOFT/03.06.22LIQUID ROOM』                     | 3SR-002             |
| 2004年03月10日 | ベストアルバム『The Complete Of THEATRE BROOK』                        | ESCL-2511 ESCL-2514 |
| 2004年11月21日 | 『TAKE A CLAVE』                                                       | HGCR-5001           |
| 2004年12月08日 | 『802 HEAVY ROTATIONS ～J-HITS COMPLETE '94-'96』                      | MHCL-439            |
| 2006年09月13日 | hitomi『アイ ノ コトバ』                                               | AVCD-31024          |
| 2009年05月13日 | Leyona『MUSICISMAGIC』                                                 | CTCR-14618          |
| 2011年07月27日 | ライブアルバム『-LIVE LONG AND PROSPER- TOUR』                         | KICS-1682           |
| 2012年12月12日 | オリジナルアルバム『最近の革命』 ※リアレンジ「(最近の)ありったけの愛」 | LNCM-1016           |
| 2013年07月10日 | 新山詩織『Don't Cry』 ※新山詩織との共演にてセルフカバー                | JBCZ-6002           |
| 2014年09月27日 | ichiro『ichiro LIVE SESSIONS "Dear Blues"♯1 feat.佐藤タイジ』          | ATDV-367            |